# Anomis albipunctillum
Anomis albipunctillum är en fjärilsart som beskrevs av Paul Dognin 1912. Anomis albipunctillum ingår i släktet Anomis och familjen nattflyn. Inga underarter finns listade i Catalogue of Life.